# Лейтч, Келли
Келли Лейтч (англ. Kellie Leitch; род. 30 июля 1970 года, Виннипег, Манитоба, Канада) — канадский политик, хирург, являлась членом Палаты общин Канады от Консервативной партии с 2011 по 2019 год. Также занимала пост министра труда и министра по делам женщин с 15 июля 2013 года. Входила в кабинет министров до поражения консерваторов на федеральных выборах 2015 года.

## Биография
Келли Лейтч родилась в Виннипеге, Манитоба. Её родители управляли строительной компанией. В 1991 году Лейтч окончила со степенью бакалавра Университет Куинс в Кингстоне. В 1994 года получила степень доктора в области медицины в Университете Торонто. В 1998 году получила степень магистра делового администрирования в Университете Дэлхаузи. Спустя три года Лейтч также закончила ординатуру по ортопедической хирургии в Торонтском университете. Она стала научным сотрудником клинической детской ортопедии в Детской больнице Лос-Анджелеса.
Лейтч работала детским хирургом-ортопедом прежде чем продолжить карьеру в политике.
Лейтч является членом Консервативной партии Канады и Прогрессивно-консервативной партии Онтарио. 15 июля 2013 года премьер-министр Стивен Харпер назначил Лейтч министром труда и министром по делам женщин. В рамках бюджета на февраль 2014 года Лейтч объявила о планах выделить 25 миллионов долларов в сферу борьбы с насилием в отношении женщин из числа коренного населения. Во время предвыборной кампании 2015 года Келли Лейтч заявила, что выступает за «жизнь», сославшись на свой опыт работы в качестве детского хирурга.
23 января 2018 года Лейтч объявила, что не будет переизбираться в парламент и вернётся к работе хирурга.